# リチャード・スモーリー
リチャード・エレット・スモーリー（Richard Errett Smalley, 1943年6月6日 - 2005年10月28日）は、アメリカ合衆国の物理学者、天文学者且つ化学者。フラーレンの発見の功績により、ロバート・カール、ハロルド・クロトーとともに1996年にノーベル化学賞を受賞した。

## 生涯
オハイオ州アクロンに生まれ、間もなくミズーリ州カンザスシティに移り、そこで幼少期を過ごす。基礎教育を受けた後、ホープ・カレッジに入学。後にミシガン大学へ転入し、1965年に学士号を取得。シェルに就職して企業研究員として、独自の経営手法を確立した。プリンストン大学から1971年にMSc、1973年にPh.D.を取得、その後はシカゴ大学でレナルド・ウォーストンとドナルド・レヴィと共に超音速ジェットを使用したレーザー分光学の研究を行いその先駆者となった。ライス大学に移籍し、1976年に助教授、1980年に准教授、1981年に化学科の教授に就任した。
その後、半導体や無機化合物の構造を解析するためにイオン共鳴質量分析器の研究を行う。この結果、ロバート・カールが暗黒物質の成分の研究を行っていたハロルド・クロトーに紹介される。彼らは研究の結果サッカーボールのような炭素の同素体、フラーレンを発見した。以後、類縁化合物のC70やカーボンナノチューブについて調べたり、金属を内部に有するフラーレンを作ったりした。他の主たる研究内容にはカーボンナノチューブを高圧化の一酸化炭素から作り出す方法(HiPco)の開発に参加したことがあげられる。2000年から2005年までカーボンナノテクノロジーズ社の取締役会長を務めた。
分子ナノマシンの構想には批判的であったが（別項参照）、ナノテクノロジーに関しては大いに期待していた。没年キリスト教に入信。白血病を患い、テキサス州ヒューストンで没する。

## 受賞歴
- 1991年 - アーヴィング・ラングミュア賞、アーネスト・ローレンス賞
- 1992年 - ウェルチ化学賞、ジェームス・C・マックグラディ新材料賞
- 1993年 - ウィリアム・H・ニコルズ賞、リヒトマイヤー記念賞
- 1994年 - EPS欧州物理学賞
- 1996年 - フランクリン・メダル、ノーベル化学賞
- 2002年 - グレン・T・シーボーグ・メダル